# Turowiec (województwo lubelskie)
Turowiec – wieś w Polsce położona w województwie lubelskim, w powiecie chełmskim, w gminie Wojsławice.
W latach 1975–1998 miejscowość administracyjnie należała do województwa chełmskiego. 
Wieś stanowi sołectwo gminy Wojsławice. Według Narodowego Spisu Powszechnego (III 2011 r.) liczyła 120 mieszkańców i była dwunastą co do wielkości miejscowością gminy.

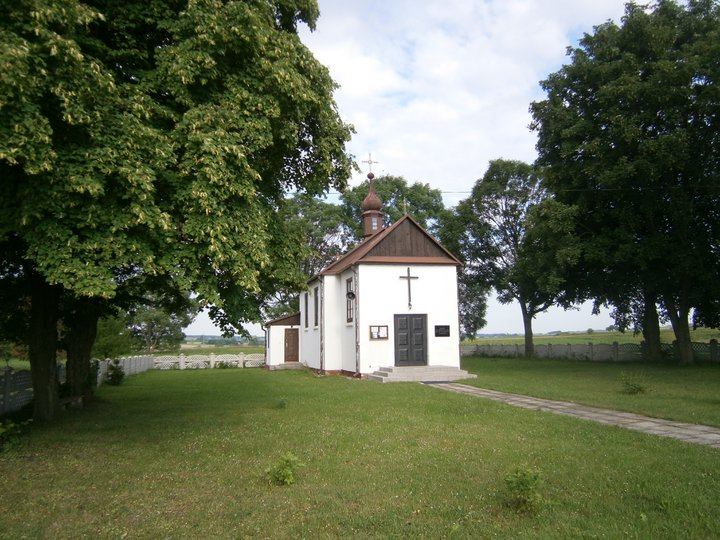
Kościół polskokatolicki św. Wawrzyńca

## Wspólnoty wyznaniowe
Wierni Kościoła rzymskokatolickiego należą do parafii św. Barbary. W Turowie znajduje się kościół pw. św. Barbary, dawna cerkiew greckokatolicka z XIX wieku.
W miejscowości znajduje się także parafialny kościół polskokatolicki pw. św. Wawrzyńca założonej w 1928 roku jednej z najstarszych w Polsce parafii polskokatolickiej.